# Ostra Vetere
Ostra Vetere est une commune italienne d'environ 3 187 habitants, située dans la province d'Ancône, dans la région Marches, en Italie centrale.

## Histoire
Sur le territoire de la commune se trouve la ville romaine d'Ostra, fondée au IIIe siècle av. J.-C., devenue un municipe au Ier siècle av. J.-C. Depuis le milieu des années 2000, le site fait l'objet de fouilles sous la direction de l'université de Bologne et de l'université de Clermont-Ferrand.

## Administration
| Période                                  | Période  | Identité  | Étiquette | Qualité |
| ---------------------------------------- | -------- | --------- | --------- | ------- |
| 14 mars 2013                             | En cours | Luca MEME |           |         |
| Les données manquantes sont à compléter. |          |           |           |         |

### Hameaux
Pescara, Pezzolo, Acqualagna, Boscareto, Burello, Dometto, Guinzano, Molino, Pongelli, San Vito

### Communes limitrophes
Barbara, Castelleone di Suasa, Corinaldo, Montecarotto, Ostra, Serra de' Conti.

## Jumelages
- Urzy (France)